# هوفينية
الهُوفِينِيَة هو جنس صغير من الأشجار النفضية أو الشجيرات في الفصيلة النبقية. توجد طبعًا من الهند إلى اليابان. تعد شجرة الزبيب اليابانية أو الشرقية أو الهوفينية الحلوة أشهر الأنواع حيث تُزرع غالبًا في حدائق خارج آسية.